# Safranine
Die Safranine sind  eine Gruppe von Azinfarbstoffen. Sie sind Derivate des Phenazins. 

## Vertreter
Ihre Grundstruktur, das 3,7-Diamino-5-phenyl-phenaziniumchlorid, wird als Phenosafranin bezeichnet.
Weitere Vertreter sind u. a. Rhodulinrot G, Rhodulinviolett und Safranin T. Auch die strukturell eng verwandten Mauveine zählen zu den Safraninen.
| Safranine     |                                                 |                                                 |                                                 |                                                 |
| Name          | Phenosafranin                                   | Safranin T                                      | Rhodulinrot G                                   | Rhodulinviolett                                 |
| Grundstruktur | Darstellung einer der mesomeren Grenzstrukturen | Darstellung einer der mesomeren Grenzstrukturen | Darstellung einer der mesomeren Grenzstrukturen | Darstellung einer der mesomeren Grenzstrukturen |
| R1            | –H                                              | –CH3                                            | –CH3                                            | –H                                              |
| R2            | –NH2                                            | –NH2                                            | –NHCH3                                          | –N(CH3)2                                        |
| R3            | –H                                              | –CH3                                            | –CH3                                            | –CH3                                            |
| CAS-Nummer    | 81-93-6                                         | 477-73-6                                        | 10130-52-6                                      | 16508-73-9                                      |
| PubChem       | 65732                                           | 2723800                                         |                                                 | 167545                                          |
| Summenformel  | C18H15ClN                                       | C20H19ClN4                                      | C21H21ClN4                                      | C21H21ClN4                                      |
| Molare Masse  | 322,80 g·mol−1                                  | 350,85 g·mol−1                                  | 364,87 g·mol−1                                  | 364,87 g·mol−1                                  |

Der tatsächliche Farbstoff des Safrans, Crocetin (8,8′-Diapocarotin-8,8′-disäure), hat dagegen eine offenkettige Polyen-Struktur.

## Eigenschaften
Je nach Struktur fluoreszieren die Safranine vom roten bis in den violetten Spektralbereich.
Die Farbigkeit dieser Pigmente ist in der Vielzahl der Resonanzstrukturen begründet, die am Mesomeriehybrid ihrer Moleküle beteiligt sind.

## Verwendung

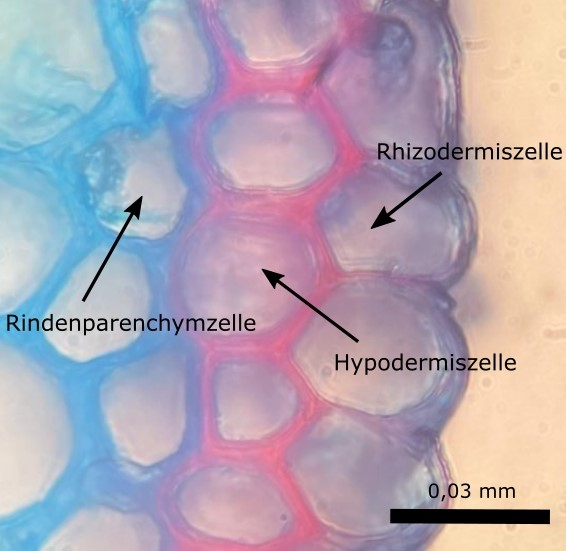
Zellen in einer Wurzel der Iris versicolor, gefärbt mit Safranin/Astrablau 1:11

Safranine wurden in der Leder- und Papierfärberei, der Mikroskopie sowie als Redoxindikator verwendet.